# 河内明夫
河内 明夫（かわうち あきお、1948年10月6日 - ）は、日本の数学者。
大阪市立大学名誉教授。大阪市立大学（現大阪公立大学）数学研究所名誉所長。専門は位相幾何学で、特に結び目理論の研究者である。理学博士（大阪市立大学）（1977年）。福島県相馬市生まれ。
日本数学会。

## 学歴
相馬市立桜丘小学校、市立中村第一中学校を経て、1967年福島県立相馬高等学校を卒業し、大学、大学院（修士課程、博士課程）の学歴は次のようになっている。1972年3月 上智大学理工学部数学科卒業、 1974年3月 神戸大学大学院理学研究科数学専攻修士課程修了、1977年3月 大阪市立大学大学院理学研究科数学専攻博士課程修了。

## 職歴
大阪市立大学大学院終了後の職歴は以下の通りである。1977年4月 - 1980年3月 大阪市立大学理学部助手、1980年4月 - 1981年3月 大阪市立大学理学部講師、1981年4月 - 1988年10月 大阪市立大学理学部助教授、1988年10月 - 2001年3月 大阪市立大学理学部教授、2001年4月 - 2013年3月 大阪市立大学大学院理学研究科教授、2013年4月 以降、大阪市立大学名誉教授、大阪市立大学〈2022年度大阪府立大学との合併により大阪公立大学に改称〉の数学研究所名誉所長となる。2013年4月以降、大阪市立大学〈大阪公立大学〉数学研究所専任研究所員となる〈2024年度も継続中〉。2014年4月 - 2023年3月 大阪市立大学〈大阪公立大学〉特任教授も務めた。
この間、次の職を兼務している。1978年9月 - 1980年4月 プリンストン高等研究所研究員、1987年6月 - 1988年3月 カリフォルニア大学バークレー校客員研究員、1991年3月 - 1991年4月 メルボルン大学Visitor、2003年4月 - 2008年3月 21世紀COEプログラム「結び目を焦点とする広角度の数学拠点の形成」拠点リーダー、2008年10月 - 2014年9月 日本学術会議連携会員。

## 受賞歴
- 1987年 第1回日本数学会幾何学賞
- 1995年 第11回井上学術賞
- 1996年 第14回大阪科学賞

## 著書

### 単著
- 『結び目理論』（編著） シュプリンガー・ジャパン、1990年6月 ISBN 4-431-70571-6
- 『A Survey of Knot Theory』Birkhӓuser、1996年 ISBN 3-7643-5124-1（Basel...）、ISBN 0-8176-5124-1（Boston...）
- 『線形代数からホモロジーへ』 培風館、2000年4月 ISBN 4-563-00284-4
- 『レクチャー結び目理論』 共立出版、2007年6月 ISBN 978-4-320-01697-2
- 『結び目の理論』共立出版、2015年8月 ISBN 978-4-320-11183-7

### 共著
- 『結び目理論とゲーム』朝倉書店、2013年6月 ISBN 978-4-254-11140-8（岸本健吾、清水理佳との共著）

### 編書
- 『Knots 90』 de Gruyter、1992年 ISBN 3-11-012623-0
- 『Teaching and Learning of Knot Theory in School Mathematics』Springer Verlag、2012年 ISBN 978-4-431-54138-7（Tomoko Yanagimotoとの共編）

### 訳書
- L.H.カウフマン 『結び目の数学と物理』 培風館、1995年10月 ISBN 4-563-00237-2（鈴木晋一との共訳）